# Adriana Pincherle
Adriana Pincherle, née en 1905 à Rome et décédée le 8 janvier 1996 à Florence, est une artiste peintre italienne.

## Biographie
Issue d'une famille de la classe moyenne supérieure, Adriana Pincherle est la sœur aînée de l'écrivain Alberto Moravia. Son père, Carlo Pincherle, est d’origine juive et sa mère, Isa De Marsanich, est de confession catholique. Dès son plus jeune âge, elle s’intéresse particulièrement aux aquarelles de son père, et c'est probablement à ce moment qu'est née en elle une sensibilité à l'art et à la couleur.
Après avoir terminé ses études classiques, Adriana Pincherle fréquente l'atelier pour jeunes filles d'Alfredo Petrucci, et s'inscrit à la Scuola Libera del Nudo de l'Académie des beaux-Arts de Rome, où elle rencontre Mimmo Spadini et Scipione, qui lui permettent de pénétrer dans le milieu artistique romain,.

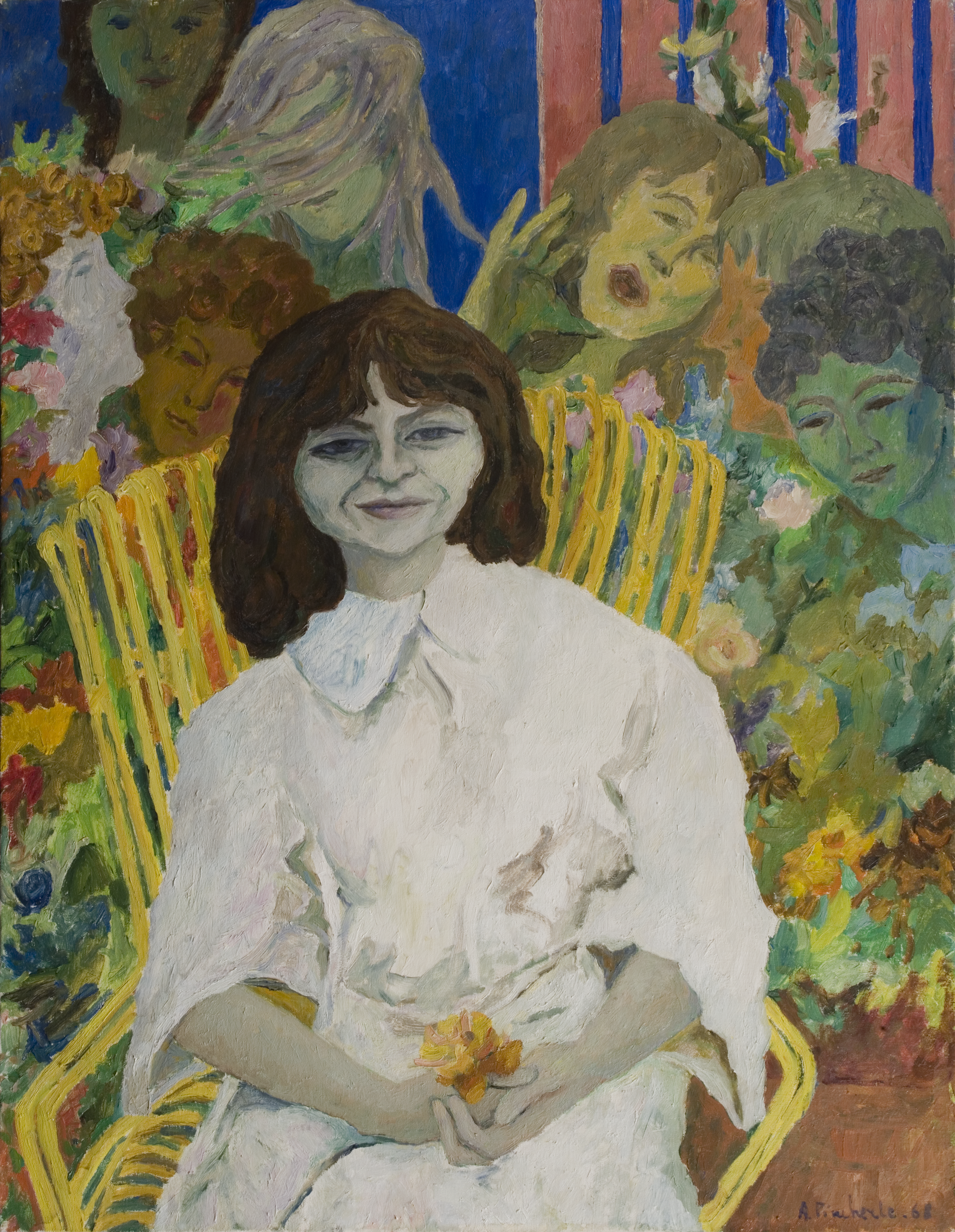
Portrait de la romancière, poétesse et essayiste italienne Elsa Morante par Adriana Pincherle.

Adriana Pincherle rencontre le peintre Onofrio Martinelli à Gênes. Le couple se marie en 1941, et s’installe chez elle à Florence la même année. Avec l'arrivée de la Seconde Guerre mondiale et la discrimination raciale, la peintre est contrainte de se cacher dans de petites villes comme Bibbiena, Vallombrosa et Tarente en raison de son héritage juif. Après la fin de la guerre, le couple entame une série de voyages annuels à Paris, à la recherche permanente d'œuvres issues de l’art contemporain français.
Après la mort de son mari en 1966, Adriana Pincherle continue de peindre jusqu'aux derniers jours de sa vie, bien qu’elle souffre d'une perte de mémoire. Elle décède d'une crise cardiaque le 8 janvier 1996.

## Carrière artistique
Adriana Pincherle fait ses débuts artistiques en 1931, lors de l'exposition collective Prima mostra romana d'arte femminile présentée à la Galleria di Roma.  Son travail  est remarqué par l’historien de l'art italien, Roberto Longhi,.
En 1932, dans la même galerie, elle expose une de ses œuvres aux côtés de celle de Corrado Cagli. Son épanouissement personnel et intellectuel est dû à l'échange d'études entre la Scuola Romana et l'école des peintres du groupe Via Cavour, mais sa maturation dans le domaine de la recherche picturale et dans son style commence avec son séjour à Paris en 1933. Pendant la Seconde Guerre mondiale, elle expérimente la technique de la peinture à la détrempe, particulièrement influencée par le mouvement impressionniste et les styles des Fauves, dont Auguste Renoir et Henri Matisse.
Les œuvres de l’artiste témoignent d’une préférence pour le portrait, et la peinture à la détrempe. Elle aime également mélanger différentes techniques de peinture. Dans son style, caractérisé par des couleurs vibrantes, se distinguent des hommages aux œuvres de Scipione, les coups de pinceau dards typiques de Carlo Levi, et d'autres techniques pratiquées par des peintres qui l'ont influencée en 1933, parmi lesquels Chaïm Soutine, Jules Pascin, Marc Chagall et André Derain. Elle s’inspire enfin du travail d’aquarelliste de son père, lui-même fasciné par les peintures de Claude Monet.
De retour à Florence en 1933, Adriana Pincherle fait sa première apparition dans la Sala d'arte delle Nazioni et à la Galerie de la Jeune Europe à Paris. Elle fait alors la connaissance des fondateurs du groupe I sei di Torino. Entre 1934 et 1936, l'artiste se consacre à la promotion de son travail, notamment à l'Exposition d'art contemporain italien aux États-Unis en 1934, à la deuxième Quadriennale de Rome en 1935 et à la galerie "La Cometa" en 1936,.
Dans les années qui suivent, l’artiste peintre expose dans différents salons à Rome, Florence, Milan et Venise. En 1955, Roberto Longhi présente ses œuvres à la Galleria del Vantaggio à Rome, démontrant ainsi sa croissance et reconnaissance artistique au cours de sa carrière. La plupart du temps, elle ne signe ses chefs-d'œuvre qu'au moment de leur vente ou de leur exposition.